# ميركوري 7

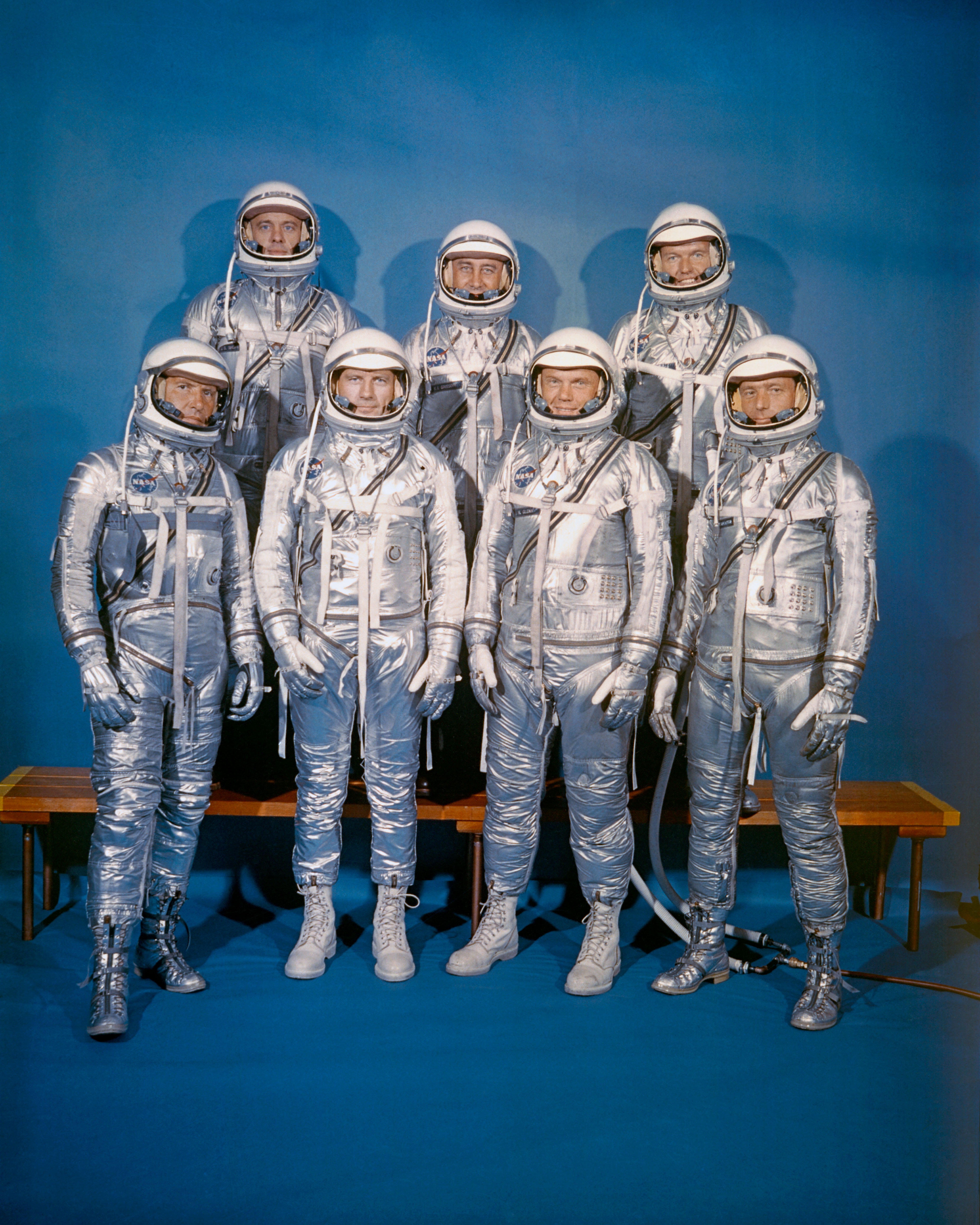
مجموعة ميركوري 7 عام 1960. الصف الخلفي: ألان شيبرد، غوس غريسوم، غوردن كوبر؛ الصف الأمامي: والي شيرا، ديك سلايتون، جون غلين، سكوت كاربنتر.

مجموعة ميركوري 7 (بالإنجليزية: Mercury 7)‏، وهي مجموعة مكونة من سبعة رواد فضاء، اُختيروا لقيادة مركبة مشروع ميركوري الفضائية. عُرفت المجموعة أيضًا بالسبعة الأصليين ومجموعة رواد الفضاء الأولى. أُعلن عن أسماء الرواد بواسطة وكالة ناسا يوم 9 أبريل 1959. كان هؤلاء الرواد الأمريكيون السبعة سكوت كاربنتر، وغوردن كوبر، وجون غلين، وغوس غريسوم، ووالي شيرا، وألان شيبرد، وديك سلايتون. أنشأت هذه المجموعة مهنةً جديدةً بالولايات المتحدة، كما أسست صورة رائد الفضاء الأمريكي على مدار العقود التالية.
طار جميع أعضاء المجموعة إلى الفضاء. وتولوا قيادة الرحلات الفضائية الست، التي كانت مأهولةً برائد فضاء واحد، من برنامج ميركوري بين مايو 1961 حتى مايو 1963، وشارك أعضاء هذه المجموعة في كافة برامج الرحلات الفضائية المأهولة لوكالة ناسا بالقرن العشرين؛ وهي ميركوري، وجمناي، وأبولو، وبرنامج المكوك الفضائي.
أصبح شيبرد أول مواطن أمريكي يحلق في الفضاء عام 1961، وسار لاحقًا على سطح القمر عام 1971 ضمن بعثة أبولو 14. طار غريسوم في مهمات لبرنامجي ميركوري وجمناي، ولكنه توفي عام 1967 إثر حريق بمركبة أبولو 1؛ ونجوا بقية أفراد المجموعة في جميع مهامهم اللاحقة حتى تقاعدوا من الخدمة. طار شيرا في مهمة أبولو 7، وهي أول بعثة مأهولة ببرنامج أبولو، وكان بديلًا لزميله الراحل غريسوم. مُنع سلايتون من الطيران إثر إصابته برجفان أذيني، ولكنه تمكن من الطيران إلى الفضاء مرةً أخرى عام 1975 ضمن مشروع أبولو-سويوز التجريبي. كان غلين أول مواطن أمريكي يصل إلى المدار الأرضي عام 1962، وطار على متن المكوك الفضائي ديسكفري عام 1998، عندما كان يبلغ من العمر 77 عامًا، ليصبح بذلك أكبر من طار إلى الفضاء سنًا. كان غلين آخر من تبقى على قيد الحياة  من مجموعة ميركوري 7 عندما توفي عام 2016 عن عمر يناهز 95 عامًا.

## خلفية
كان إطلاق السوفيت للقمر الاصطناعي سبوتنك 1، يوم 4 أكتوبر 1957، بدايةً لحرب باردة تنافسية على الصعيد التقني والأيديولوجي مع الولايات المتحدة، ما عُرف باسم سباق الفضاء. وكان التفوق التقني الواضح للسوفيت صدمةً كبيرةً للشعب الأمريكي. أطلق السوفيت بعد ذلك مباشرةً المركبة الفضائية سبوتنك 2، والتي كانت تحمل كلبة الفضاء السوفيتية لايكا. رأى محللو الاستخبارات الأمريكيون أن السوفيت يخططون لإطلاق البشر إلى المدار، ما دفع القوات الجوية الأمريكية (USAF) واللجنة الاستشارية الوطنية للملاحة الجوية (NACA) إلى تعزيز جهودهما لتحقيق هذا الهدف.
أطلقت القوات الجوية الأمريكية مشروعًا للرحلات الفضائية عُرف باسم البشر في الفضاء قريبًا (MISS)، وحصلت على موافقةً لهذا المشروع من هيئة الأركان المشتركة، وطلبت تمويلًا قدره 133 مليون دولار أمريكي. واجه هذا المشروع تحديات تقنيةً، والتي سببت بدورها صعوبات في التمويل. وأدى ذلك إلى نزاع مع الوكالتين اللتين كانتا من المفترض أن تدعما هذا المشروع، وهما اللجنة الاستشارية الوطنية للملاحة الجوية ووكالة مشاريع البحوث المتطورة (ARPA). كان جوهر المشكلة يكمن في عدم قدرة القوات الجوية الأمريكية على إبداء هدف عسكري واضح لهذا المشروع.
وفي هذه الأثناء، وفي استجابة لأزمة سبوتنك، قرر الرئيس الأمريكي آنذاك، دوايت دي. أيزنهاور، إنشاء وكالةً مدنيةً جديدةً، وهي الإدارة الوطنية للفضاء والملاحة الجوية (NASA)، والتي ستضم اللجنة الاستشارية الوطنية للملاحة الجوية وستكون مسؤولةً عن إدارة برنامج الفضاء الأمريكي بشكل عام. وفي سبتمبر 1958، وافقت القوات الجوية الأمريكية على نقل مسؤوليتها عن مشروع ميس إلى وكالة ناسا، والتي تأسست يوم 1 أكتوبر 1958. وفي يوم 5 نوفمبر، تأسست مجموعة مهام الفضاء (STG) بمركز لانغلي البحثي التابع لوكالة ناسا في هامبتون (فيرجينيا)، تحت إدارة روبرت أر. غيلروث. وفي يوم 26 نوفمبر 1958، تبنى مدير وكالة ناسا، توماس كيث غلانن، مع نائبه هيو درايدن، اقتراحًا لمهندس الفضاء الأمريكي آبي سيلفرستاين، الذي كان مديرًا لتطوير الرحلات الفضائية بمجموعة مهام الفضاء آنذاك، بتسمية برنامج البعثات الفضائية المأهولة بمشروع ميركوري. أُعلن عن هذا الاسم بواسطة غلانن في 17 ديسمبر 1958، وهي الذكرى السنوية رقم 55 لأول رحلة جوية للأخوين رايت. كان غرض مشروع ميركوري إطلاق البشر إلى المدار الأرضي، ثم العودة بأمان إلى سطح الأرض، بالإضافة إلى تقييم القدرات البشرية في الفضاء.

## تقديم ناسا
قدمت وكالة ناسا رواد الفضاء إلى العالم في واشنطن العاصمة يوم 9 أبريل 1959. وبالرغم من رؤية الوكالة لهدف المشروع بأنه كان تجربةً لتحديد قابلية نجاة البشر خلال الرحلات الفضائية، أصبح الرواد السبعة أبطالًا قوميين وشبهتهم مجلة تايم «بكريستوفر كولومبوس، وفرناندو ماجلان، ودانيال بون، والأخوين رايت». تكدست غرفة الإعلان بمئتي صحفي ما أزعج رواد الفضاء الذين لم يعتادوا على مثل هذا الجمهور الضخم.
وبسبب ارتدائهم لملابس مدنية، لم يرهم الجمهور كطياري اختبار عسكريين، ولكن «كمواطنين أمريكيين من الطبقة المتوسطة، متوسطي المظهر والارتفاع، في هيئة رجال الأسرة العاديين». اندهش رواد الفضاء من أسئلة الصحفيين التي كانت تتمحور حول حياتهم الشخصية بدلًا من سجلاتهم الحربية وخبراتهم الجوية، أوتفاصيل مشروع ميركوري. وبعد إجابة غلين على أسئلة الصحفيين ببلاغة حول مواضيع «الإله، والوطن، والعائلة»، اتبع زملاؤه الآخرون أسلوبه في الإجابة، وقوبلوا جميعًا بتصفيق حار من الصحفيين.
وعندما سئلوا حول مدى تقبل عائلاتهم لامتهانهم بهذه المهنة الخطرة، كان أغلب الرواد السبعة مندهشين؛ إذ إنهم لم يضعوا هذا الأمر في اعتبارهم من قبل. أجاب غلين: «لا أظن أن أيًا من مجموعتنا يمكن أن يذهب في مهمة ما دون وجود ضمان حقيقي لعودته سالمًا إلى الوطن. ولم يتغير موقف زوجتي تجاه هذه المهمة عن موقفها طوال فترة عملي بالطيران. فإذا كان هذا ما أريد أن أفعله، ستكون داعمةً لي، بجانب أطفالنا أيضًا، وهذا بنسبة مئة بالمئة». تلقى كاربنتر تصفيقًا حارًا عندما أشار أنه كان في البحر عندما اتصلت وكالة ناسا بمنزله لإعلامه باختياره ضمن المجموعة، وقبلت زوجته ريني هذا الاختيار نيابةً عنه. كان اختياره أيضًا بمثابة اختبار لمدى التزام البحرية الأمريكية بمشروع ميركوري عندما رفض ربان حاملة الطائرات التي كان على متنها، يو إس إس هورنيت، إطلاق سراحه؛ ما دفع الأدميرال أرلي بيرك إلى التدخل شخصيًا.
انفصلت زوجة كوبر، ترودي، عنه في يناير 1959 بعد أن أقام علاقةً مع زوجة أحد الضباط الآخرين، وانتقلت بعدها إلى سان دييغو. وخلال مقابلات الاختيار، سُئل كوبر حول علاقاته الأسرية، وكذب كوبر بشأنها قائلًا إنه كان يحظى بحياة زوجية هادئة ومستقرة مع ترودي. وعلمًا بأن ناسا تود أن تُظهر رواد الفضاء المختارين بالمشروع كرجال أسرة محبين، وأن قصته المكذوبة ستُكشف خلال عمليات التدقيق التي ستجريها الوكالة، اتجه كوبر إلى سان دييغو ليلتقي بترودي في أقرب فرصةً. ووافقت ترودي على مجاراة كوبر في تمثيليته بإظهار أنهما زوجان سعيدان، إذ جذبتها المغامرة الشيقة التي قد تنتظهرها هي وبناتها.